# Berberis brachypoda
Espèce
Classification phylogénétique
Berberis brachypoda, le berbéris à large pied ou épine-vinette à large pied, est une espèce de plantes à fleurs de la famille des Berbéridacées. C'est un arbuste originaire de Chine.

## Description
C'est un arbuste, pouvant atteindre 3 m de haut, aux branches arquées et aux longues épines trifurquées (parfois simples).
Ses feuilles sont caduques et prennent une couleur rouge-orangé à l'automne.
Les fleurs, au printemps - avril à juin -, en grappe de 20 à 50, sont jaunes.
Ses fruits, des baies rouges, sont matures en septembre-octobre.
Elle est rustique et résiste à -20 °C.

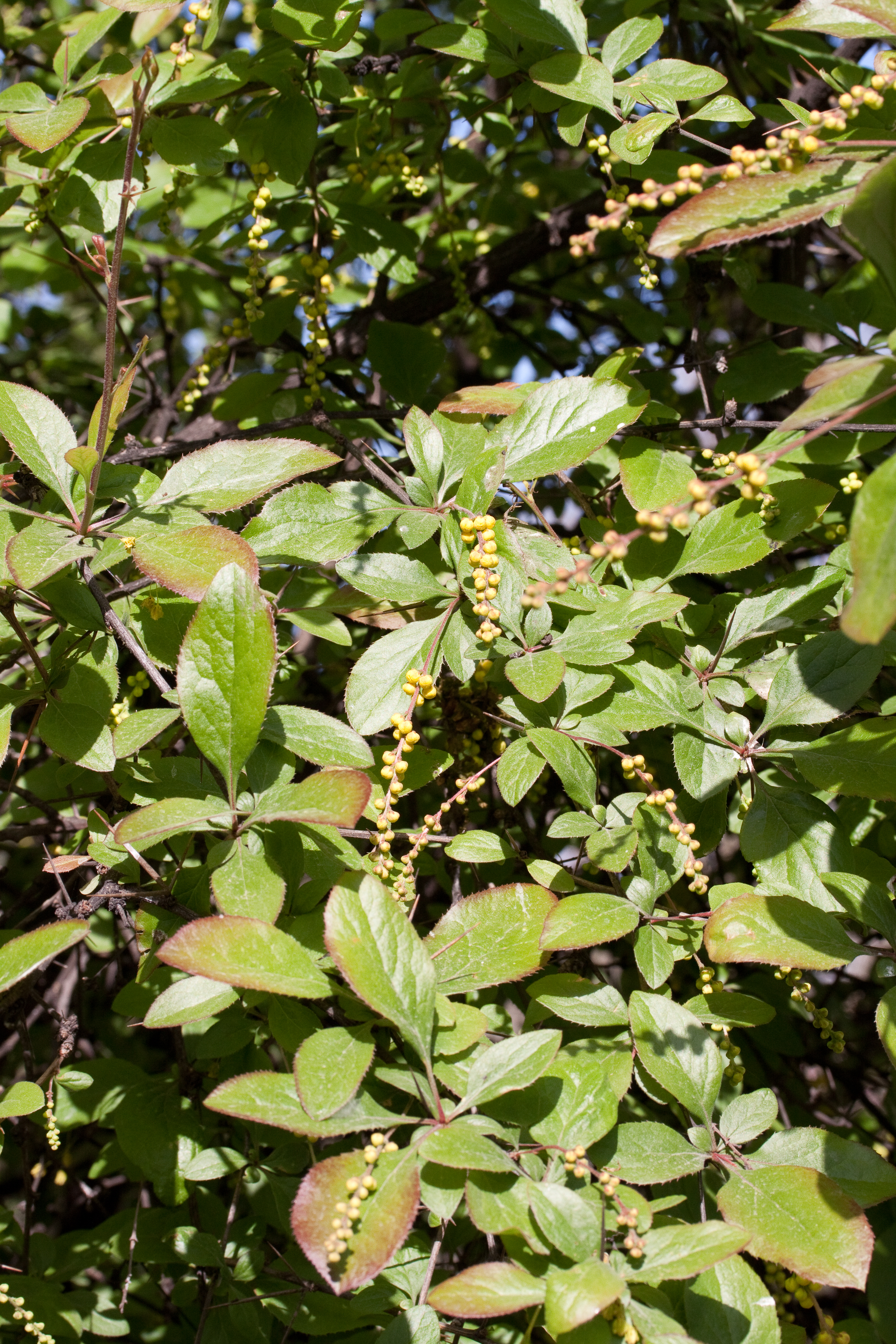
Boutons floraux.
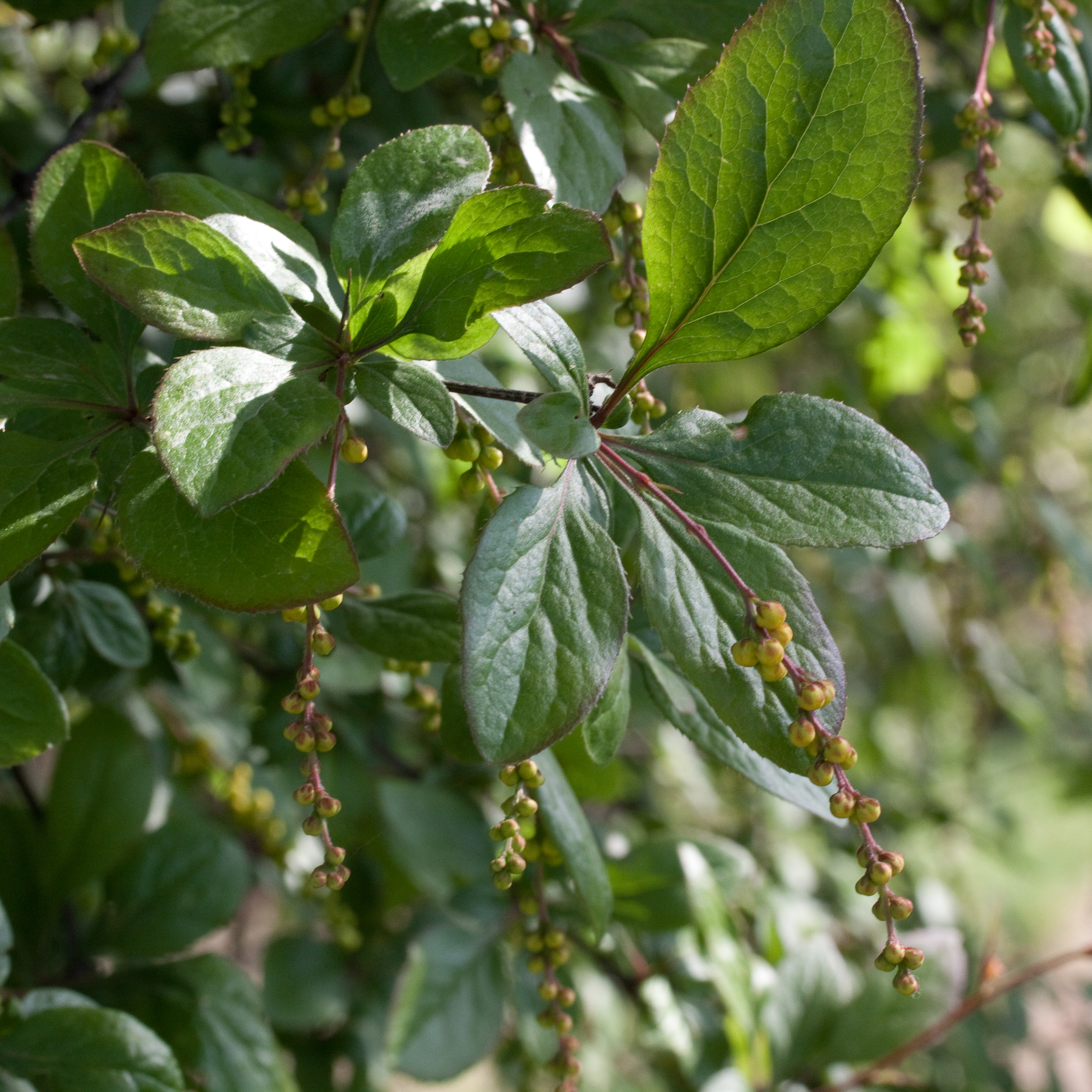
Boutons floraux.

## Taxonomie
Une variété botanique est reconnue :
- Berberis brachypoda var. salicaria (Fedde) C.K.Schneid. (1908) - synonyme : Berberis salicaria Fedde

## Distribution
Cette espèce est originaire de Chine. Elle est actuellement largement répandue dans tous les pays à climat tempéré.

## Utilisation
Il s'agit d'une espèce encore peu répandue en France. Un usage en haie libre pourrait se développer.